# Хосе Мануель Маранте
Хосе Мануель Маранте (ісп. José Manuel Marante, 27 лютого 1915, Буенос-Айрес — 27 серпня 1993, Буенос-Айрес) — аргентинський футболіст, що грав на позиції захисника, зокрема за «Бока Хуніорс», у складі якого п'ять разів вигравав першість Аргентини, а також за національну збірну Аргентини, з якою двічі ставав чемпіоном Південної Америки. 

## Клубна кар'єра
У дорослому футболі габаритний гравець дебютував 1934 року виступами за команду «Бока Хуніорс», кольори якої захищав до 1950 року з перервою на виступи за «Феррокаріль Оесте» протягом 1939–1940 років. У складі «Боки» п'ять разів виборював титул чемпіона Аргентини.
Завершував ігрову кар'єру досвідчений захисник в уругвайській команді «Дефенсор Спортінг» у 1951 році.

## Виступи за збірну
1945 року дебютував в офіційних матчах у складі національної збірної Аргентини.
Наступного року був у складі збірної учасником домашнього і переможного для аргентинців чемпіонату Південної Америки 1946, на якому був резервним гравцем і виходив на заміну у двох із п'яти матчів турніру.
Ще за рік, у 1947, виборов свій другий титул чемпіона Південної Америки на тогорічній континентальній першості в Еквадорі. Цього разу відіграв у чотирьох із семи матчів змагання, в усіх — зі стартових хвилин.
Загалом за національну команду провів 9 матчів.
Помер 27 серпня 1993 року на 79-му році життя в Буенос-Айресі.

## Титули і досягнення
- Переможець чемпіонату Південної Америки (2):

Аргентина: 1946, 1947
- Чемпіон Аргентини (5):

«Бока Хуніорс»: 1934, 1935, 1940, 1943, 1944